# Euphorbia liukiuensis
Euphorbia liukiuensis är en törelväxtart som beskrevs av Bunzo Hayata. Euphorbia liukiuensis ingår i släktet törlar, och familjen törelväxter.
Artens utbredningsområde är Nansei-shoto. Inga underarter finns listade i Catalogue of Life.